# Tibga
Tibga ist sowohl eine Gemeinde (französisch commune rurale) als auch ein dasselbe Gebiet umfassendes Departement im westafrikanischen Staat Burkina Faso, in der Region Est und der Provinz Gourma. Im Jahr 2006 hatte die Gemeinde 30.188 Einwohner.